# هيلين تالبوت
هيلين تالبوت (بالإنجليزية: Helen Talbot)‏ هي عارضة وممثلة أمريكية، ولدت في 7 أبريل 1924 في كونكورديا في الولايات المتحدة، وتوفيت في 29 يناير 2010 في لاهويا في الولايات المتحدة.

## وصلات خارجية
- هيلين تالبوت على موقع IMDb (الإنجليزية)
- هيلين تالبوت على موقع قاعدة بيانات الفيلم (الإنجليزية)